# Tremaktspakten

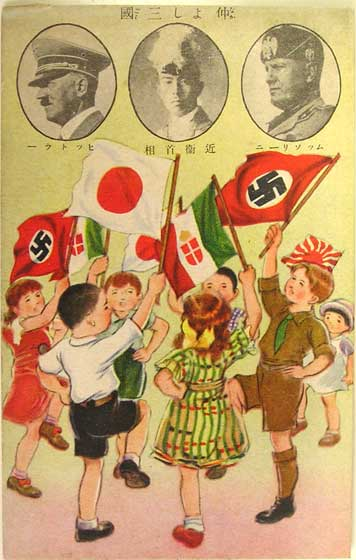
Japanskt flygblad firande vänskapen mellan Japan, Tyskland och Italien.

Tremaktspakten undertecknades i Berlin den 27 september 1940 mellan axelmakterna Tyskland, Italien och Japan.
I avtalet lovade de tre staterna att bistå och hjälpa varandra, särskilt om något av dem anfölls av ett land som vid undertecknandet ej deltog i andra världskriget. Pakten kan ses som en utveckling av det tidigare tysk-japanska samarbetsavtalet och Antikominternpakten.
Senare anslöt sig Ungern (20 november 1940), Rumänien (23 november 1940), Slovakien (24 november 1940), Bulgarien (1 mars 1941), Jugoslavien (26 mars 1941) samt Kroatien (15 juni 1941).

## Ur avtalet
1. Japan erkänner och respekterar fullt ut Tysklands och Italiens ledande ställning i den nya ordning som byggs upp i Europa.
2. Tyskland och Italien erkänner och respekterar Japans ledande ställning i den nya ordning som byggs upp i Större Östasien.
3. Japan, Tyskland och Italien förbinder sig att i möjligaste mån stödja motparterna i deras ovan nämnda politik. Vidare skall undertecknande stater med till bud stående politiska, ekonomiska och militära medel komma varandra till hjälp ifall någon av dessa tre stater blir anfallen av en tidigare ej inblandad stat i det pågående kriget i Europa eller den japansk-kinesiska konflikten.
4. För att pakten ska bli verkställig, skall tekniska kommissioner, vars medlemmar utses av Tysklands, Italiens och Japans regeringar, snarast sammanträda.
5. Tyskland, Italien och Japan förklarar härmed att detta avtal ej äger något inflytande på någon av de ingående staternas befintliga relationer med Sovjetryssland.
6. Denna pakt skall, så snart den underskrivits, äga omedelbar giltighet med en längd på 10 år, räknat från datum för underskriften. Då den löper ut, skall ingående parter mötas för att förhandla om en förlängning.